# Guerra Civil Chilena de 1829-1830
A Guerra Civil Chilena de 1829–1830 (em espanhol: Guerra Civil de 1829–1830) foi uma guerra civil travada no Chile entre os conservadores Pelucones e as forças liberais de Pipiolos devido ao regime constitucional em vigor. Este conflito terminou com a derrota das forças liberais e a aprovação de uma nova constituição em 1833, que vigorou até 1925.